# Szentes Városi Könyvtár
A Szentes Városi Könyvtár jelenleg a Kossuth Lajos utca 33-35. alatt álló egykori zsinagóga felújított épületében működik. Több mint 110 ezres könyvállománnyal, számos folyóirattal és audiovizuális dokumentummal, rendszeres művészeti és kulturális kiállításokkal, előadásokkal, valamint informatikai és felnőttoktatási szolgáltatásokkal áll a látogatói rendelkezésére.

## Története

### Előzmények
Szentesen a 19. században jöttek létre az első gyűjtemények. Az 1859-ben a református egyháztanács által alapított gimnázium könyvtári gyűjteménye az 1870-es évek elején már mint városi kölcsönkönyvtár működött.
1897-ben alakult meg a Csongrád Vármegyei Történelmi és Régészeti Társulat. Ennek könyvtára mintegy 15.000 dokumentumot tartalmazott, melyek szintén nem csak a múzeumi kutatómunkát segítették.
Testületeknek, olvasóköröknek is volt kölcsönözhető állománya, mellettük a magánkönyvtárak és két üzleti céllal létrejött kölcsönzőhely működött. Utóbbiak egyike Untermüller Ernő nyomdász tulajdonában volt.

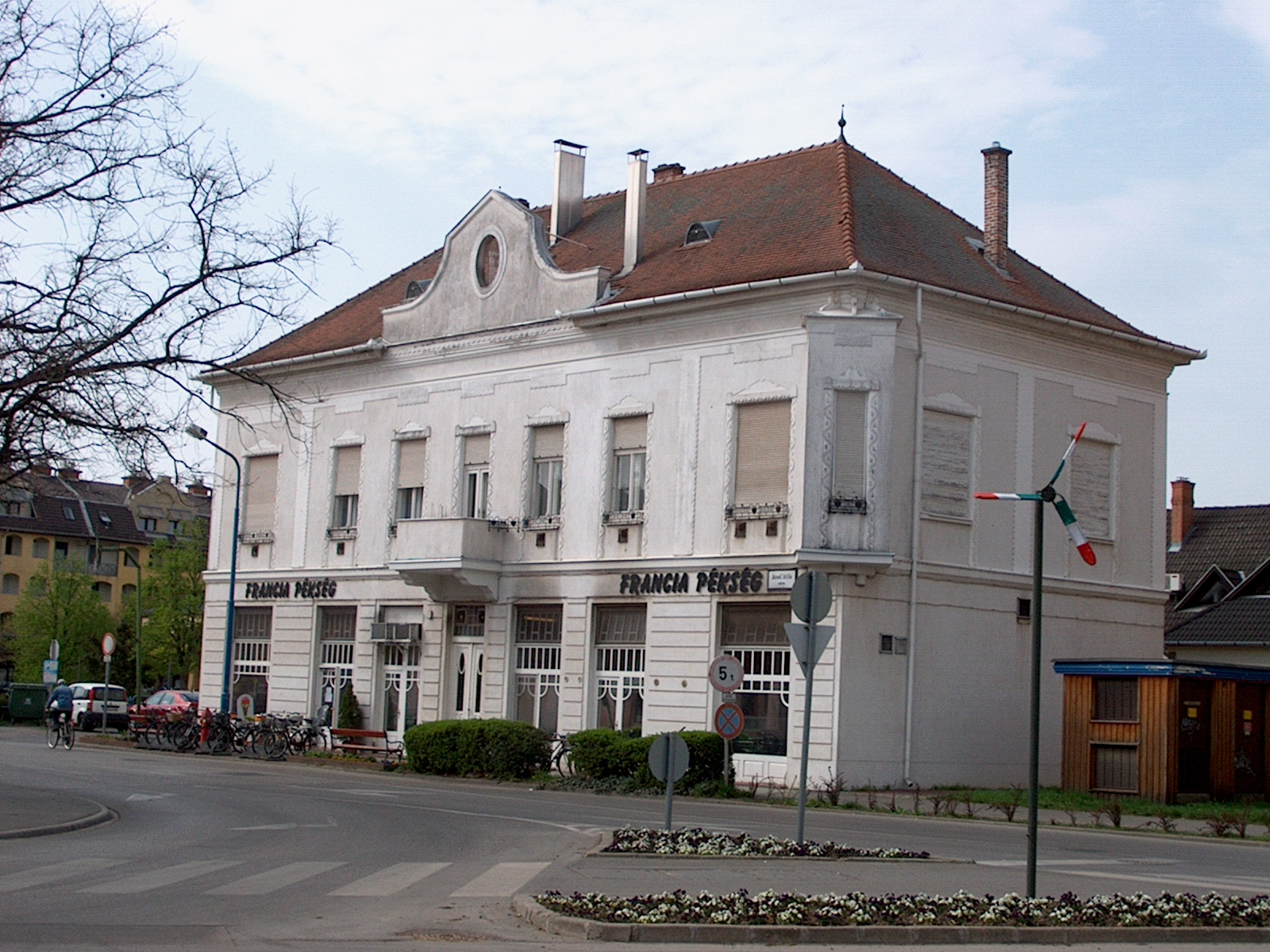
Simkó Ignác bérháza Szentesen – ma Francia pékség

### 1949 – Körzeti Könyvtár
A rendszert Sebestyén Géza dolgozta ki 1946-ban. 1949-ben jött létre – az Országos Könyvtári Központ felügyelete alatt – egy Körzeti Könyvtárnak nevezett elosztóközpont Szentesen (Farkas Mihály utca 13.). Könyvet nem kölcsönzött. Feladata volt a megye északi településein ún. népkönyvtárak alapítása, és könyvekkel való ellátása. Látványos rendezvényekkel igyekezett az olvasási kultúra terjedését elősegíteni. A Körzeti Könyvtár 1950-ben hozta létre a Petőfi utcában a Városi Könyvtárat, ami kölcsönzött is. A kezdeti időkben a felnőtt és a gyermekolvasókat külön-külön időpontban várta. Este 7-ig, 8-ig, sőt szombat és vasárnap is nyitva volt. A kölcsönözhető állomány néhány ezer, szigorúan a kor ideológiájához illő kötetből állt.

### 1952 – Járási és Városi Könyvtár
1952-ben megszűnt a Körzeti Könyvtár ellátó szervezetként működni. Egybeolvadt az általa létrehozott Városi Könyvtárral, és Járási Könyvtárként működött tovább. Még ugyanebben az évben a József Attila utca 1. szám alá költözött az egykori Simkó Ignác-féle bérházba (az épület 1914-ben épült szecessziós stílusban Bene Árpád tervei alapján, és földszinti helységei egyikében Schwarz Erzsébet magánkönyvtára működött.) Ekkor már 4 főfoglalkozású könyvtáros dolgozott az intézményben.
1960-ban az akkori igazgató, Berezvai Lajosné (1927-2006) Csongrád megyében elsőként itt alakított ki szabadpolcos rendszert. Előtte a könyveket zárható szekrényekben tartották, és az olvasó csak a könyvtárostól kaphatta meg azokat.
A 60-as évektől felgyorsult az olvasni való gyarapodása. A kezdetben 14 ezer kötetes állomány 1984-re 114 ezerre növekedett, a folyóiratok száma pedig 200 körül volt. A szentesi intézmény 1975-ben kialakított egy zenei sarkot 380 hanglemezzel és két lemezjátszóval. 1981-ben sikerült önálló zenetermet is létesíteni, ahol hanglemezeket lehetett helyben egyénileg hallgatni, sőt kölcsönzésre is volt lehetőség.

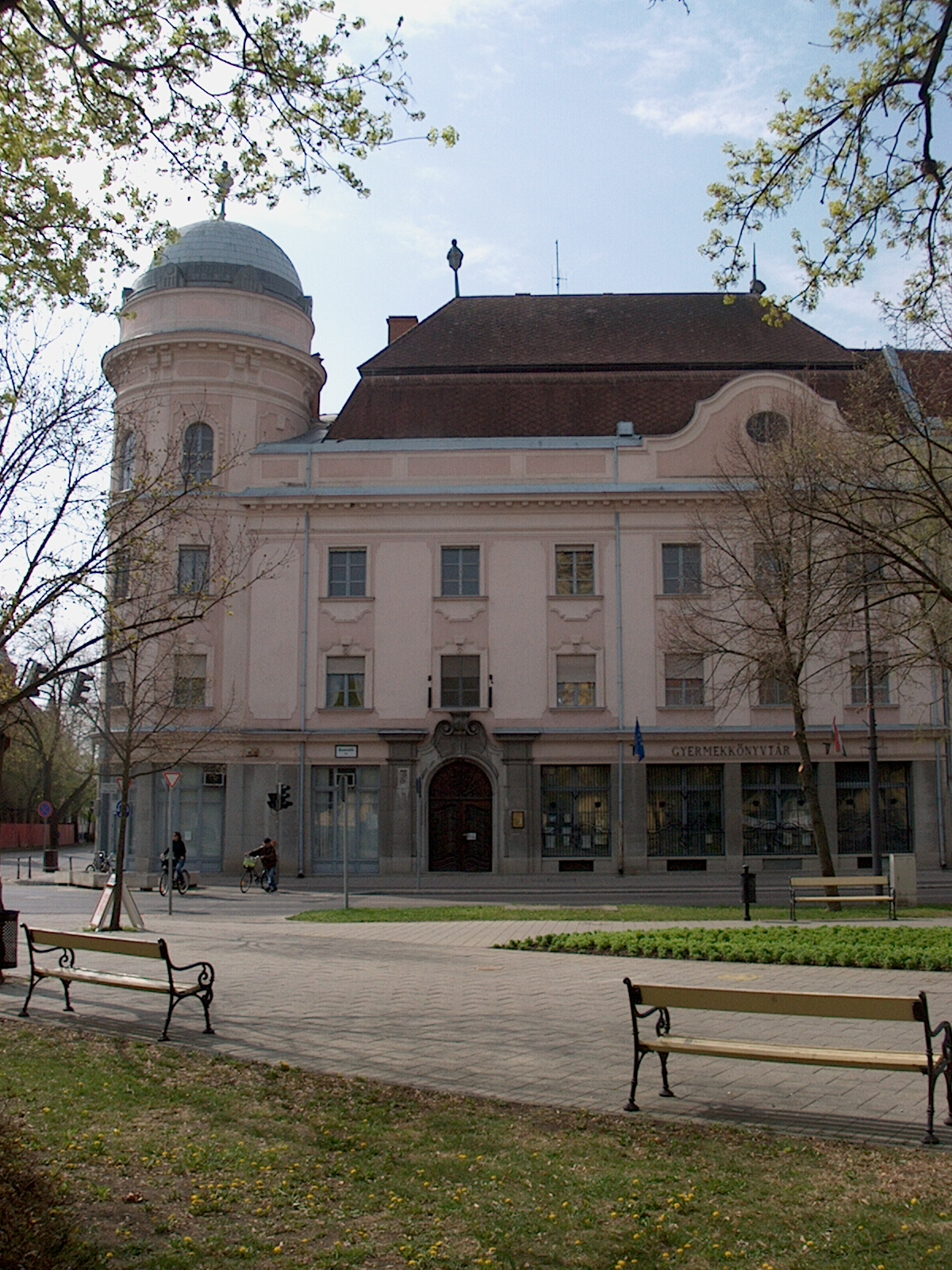
A Gyermekkönyvtár az egykori Szentesi Takarékpénztár épületében

### 1984 – Városi Könyvtár
Az évtizedek alatt a József Attila utcai épület zsúfolttá vált. 1984-ben a felnőtt könyvtár átkerült az egykori Szentesi Takarékpénztár 1929-ben épült székházába, a helyén pedig a Szabadság térinél tágasabb otthont kaphatott az 1974-ben létrehozott önálló Gyermekkönyvtár.
Ez a költözés már Majtényiné Túri Katalin (1953-1999) irányításával történt, aki kinevezésekor az ország legifjabb könyvtárigazgatója volt. Hét munkatársával a hagyományos feladatok mellett megerősítette a városi közgyűjteményekkel való együttműködést, és számos újszerű feladatot – helyismereti kutatómunka, kiadványok gondozása, "vállalkozó könyvtár" – vállalt fel és látott el magas színvonalon.

### 1997 – Szentes Városi Könyvtár Kht.
A könyvtár az 1980-as évekre az informálódás és a kultúra bázisává vált. Kiállítások, irodalmi műsorok, ismeretterjesztő előadások és vetélkedők bővítették szolgáltatásait. 1997 augusztusában a Képviselő-testület az új kihívásokhoz való rugalmasabb alkalmazkodás érdekében Közhasznú Társasággá alakította a Városi Könyvtár szervezetét. A kiemelkedően közhasznú szervezetté nyilvánítás időpontja: 1998. január 1.
Az intézmény 1998-ban átköltözött a felújított és a könyvtári céloknak megfelelően átalakított zsinagóga épületébe. A szeptember 18-i megnyitás óta megnövekedett alapterülettel és szolgáltatási palettával, folyamatosan korszerűsített informatikai felszereltséggel, impozáns környezetben Archiválva 2013. augusztus 28-i dátummal a Wayback Machine-ben várja a látogatóit, olvasóit.
Ezzel egyidejűleg a Gyermekkönyvtár a József Attila utcai épületből átkerült a Petőfi utca 1. alatt felszabaduló helységekbe. 
2004 óta a könyvtár Szentesi kistérség szolgáltató központjaként is működik. 2007-ben a Gyermekkönyvtárt szervezetileg az intézményhez csatolták.

### 2009 – Szentes Városi Könyvtár Nonprofit Közhasznú Kft.
A gazdasági társaságokról szóló 2006. évi IV. törvény 365. § (3) bekezdése értelmében a Kht. formájában működő társaságok a társasági szerződésük módosításával nonprofit korlátolt felelősségű társaságként működhetnek tovább. Erre tekintettel Szentes Város Képviselő-testülete 291/2008. (XII.19.) Kt. határozatával módosította a Szentes Városi Könyvtár Kht. alapító okiratát. Az intézmény eközben megőrizte kiemelten közhasznú minősítését.

### 2017 – Szentes Városi Könyvtár (új költségvetési szerv)
Szentes Város Önkormányzata a 2016. szeptember 22-én megtartott 7. rendes ülésén döntött a Szentes Városi Könyvtár NKKft. végelszámolással történő megszüntetéséről, majd a 2017. január 26-i 1. soros ülésén hozott határozatával megalapította a Szentes Városi Könyvtár néven az új költségvetési intézményt.

## Állománya, gyűjteményei
A könyvtár működésének alapja a jól szervezett és folyamatosan karbantartott, megújuló dokumentumállomány. 
A Szentes Városi Könyvtár mintegy 110 ezres könyvállománnyal rendelkezik, a gyarapodás évente átlagosan 3 ezer új kötet. A helyben olvasható folyóiratok (havi-, heti- és napilapok) száma 174. Az online katalógus az interneten keresztül folyamatosan elérhető módon biztosítja az állományban való tájékozódást.
A különgyűjtemények között elsőként említendő a Gyermekkönyvtár, amely a Petőfi utca 1. alatti telephelyen 14 éves korig várja olvasóit.
A Hangoskönyvtár az intézmény egyik legnépszerűbb különgyűjteményeként CD-k, DVD-k, zenék, filmek és hangoskönyvek kölcsönzését végzi. Az EU gyűjtemény az Európai Unióhoz kapcsolódó különgyűjteményként a vonatkozó joganyaghoz és dokumentumokhoz biztosít hozzáférést.
A helyismereti, helytörténeti gyűjtemény a könyvtár fennállása óta gyűjti a városra vonatkozó nyomtatott dokumentumokat, illetve a helyi szerzők munkáit. Az állomány fejlesztése mellett a 2011-ben szervezetté váló digitalizálás életre hívta az e-Könyvtár Szentes digitális helytörténeti gyűjteményt, amely a helyi periodikák és kiadványok mellett képek és multimédiás tartalmak folyamatosan bővülő gyűjtőhelye.

## Szolgáltatásai
Az intézmény folyamatosan bővülő szolgáltatásairól a könyvtár honlapján és a Képviselő-testület által elfogadott 2012. évi üzleti tervében lehet informálódni. A főbb területek a következők:
- Hangoskönyvtár
- Online folyóiratok elérése – Arcanum
- Online fílmarchívum – NAVA
- e-Magyarország pont
- e-könyvtár
- Könyvkiadás
- Személyes kölcsönzési információk, tájékoztatás
- Helytörténeti tájékoztatás

## Vezetői
- 1949-1953: Garai József
- 1953-1982: Berezvai Lajosné (1927-2006)
- 1982-1993: Majtényiné Túri Katalin (1953-1999)
- 1993-2000: Fülöpné dr. Varjasi Judit (1966-2020)[14]
- 2000. augusztus 1. – december 31.: Szitás Mihályné
- 2001. január 1. – 2014. július 1.: G. Szabó Lenke[15] (1953-2014)
- 2014. július 25. – 2017. január 31.: Szűcs Ildikó[16]
- 2017. február 1. – 2022. január 31.: Sallainé Gresó Klára[17]
- 2022. február 1. – Szekeres-Dancsó Mónika[18]